# Edmund Wood Booth
Edmund Wood Booth (1866-1927) était un journaliste et patron de presse américain, qui a contribué à la construction de l'Empire de presse Scripps-Howard.

## Biographie
George Gough Booth était le petit-fils d'un artisan du travail sur cuivre, baptiste, qui a immigré aux États-Unis en 1844 et s'est installé à Toronto. Il était l'un des dix enfants de Clara Louise Irène Gagnier Booth et d'Henry Wood, patron de presse à Toronto, au Canada, qui a édité le journal progressiste Sunday Times (Canada),,
Très croyant, comme le reste de sa famille, l'une de ses premières expériences fut la présidence de l'Association des jeunes chrétiens.
En 1892, son grand frère George G. Booth rachète The Eagle et le fusionne The Grand Rapids Press, journal de Grand Rapids (Michigan), la deuxième ville du Michigan, pour en faire à partir du 1er janvier 1893 un quotidien du soir, comme l'est The Detroit News, membre aussi de l'Evening Press Association qu'il a fondée. Edmund Wood Booth  devient le patron et rédacteur en chef de ce journal, qui a le plus fort tirage de tous ceux que la famille rachètent progressivement, avec 88000 exemplaires par jour en moyenne.
Son frère Ralph Harman Booth (1873-1931) apporte dans la corbeille du groupe familial d'autres quotidiens en 1914, ceux de la Booth Publishing Company, qui 15 ans plus tard s'effacera en 1929 lors de la création de la société Booth newspapers. Son autre frère, George G. Booth l'a encouragé à lui succéder à la tête de l'empire de presse familial.